# Церковь Святого Георгия (Гори)
Церковь Святого Георгия (Геворга) (арм. Գորիի Սուրբ Գևորգ եկեղեցի) — утраченный храм Армянской Апостольской церкви в городе Гори, Грузия.

## История
Храм находился на территории Горийской крепости, рядом с домом Андрониковых. Сохранились развалины храма. Церковь была разрушена Горийским землетрясением 1920 года.